# 陳九章
陳九章（1470年—？），字從一，直隸蘇州府吳江縣人，民籍，明朝政治人物。

## 生平
弘治十七年（1504年）甲子科應天府鄉試第六十六名舉人。弘治十八年（1505年）中式乙丑科會試第一百五十名，三甲第一百三十四名進士。正德元年任浙江处州府云和县知县，改任青县知县。

## 家族
曾祖陳士能；祖父陳敬；父陳愷□，母陸氏。慈侍下，弟九儀。